# Neulausitzisch
Das Neulausitzische ist die deutsche Umgangssprache im sorbischen Siedlungsgebiet in der Lausitz. Sie unterscheidet sich von den lausitzischen Dialekten durch den Einfluss des Sorbischen.

## Entstehung
Noch bis in die frühe Neuzeit siedelten östlich von Saale und Elbe sowie im Hannoverschen Wendland Polaben, auch Wenden genannt. Sie waren eng mit den Sorben verwandt und wurden später weitgehend germanisiert. Lediglich in der Lausitz blieb ein zusammenhängendes slawisches Sprachgebiet erhalten, wo die Sorben ihre Muttersprachen sprechen: in der Oberlausitz um Bautzen die obersorbische und in der Niederlausitz um Cottbus und im Spreewald die niedersorbische.
Aus wirtschaftlichen und politischen Gründen waren die Sorben besonders seit dem 17. Jahrhundert gezwungen, auch das Deutsche zu erlernen. Bis zur ersten Hälfte des 20. Jahrhunderts war der Übergang von sorbischer Einsprachigkeit hin zu sorbisch-deutscher Zweisprachigkeit in den meisten Gegenden der Lausitz abgeschlossen. Das von ihnen gesprochene Deutsch ist im Wesentlichen die Umgangssprache von Dresden, Bautzen und Cottbus, allerdings mit slawischem Substrat. Dieses sorbisch beeinflusste Deutsch wird Neulausitzisch genannt.
Beispiele für slawisches Interferenzen waren im 19. Jahrhundert ich bidanke sich, wir fürchtin sich statt «mich», «uns» sowie ich hoabe seinin Stock verlorin, du hast seinin Stock verlorin statt «meinen», «deinen».